# Palazzo Ducale (Vila Viçosa)

Veduta panoramica della facciata principale del palazzo

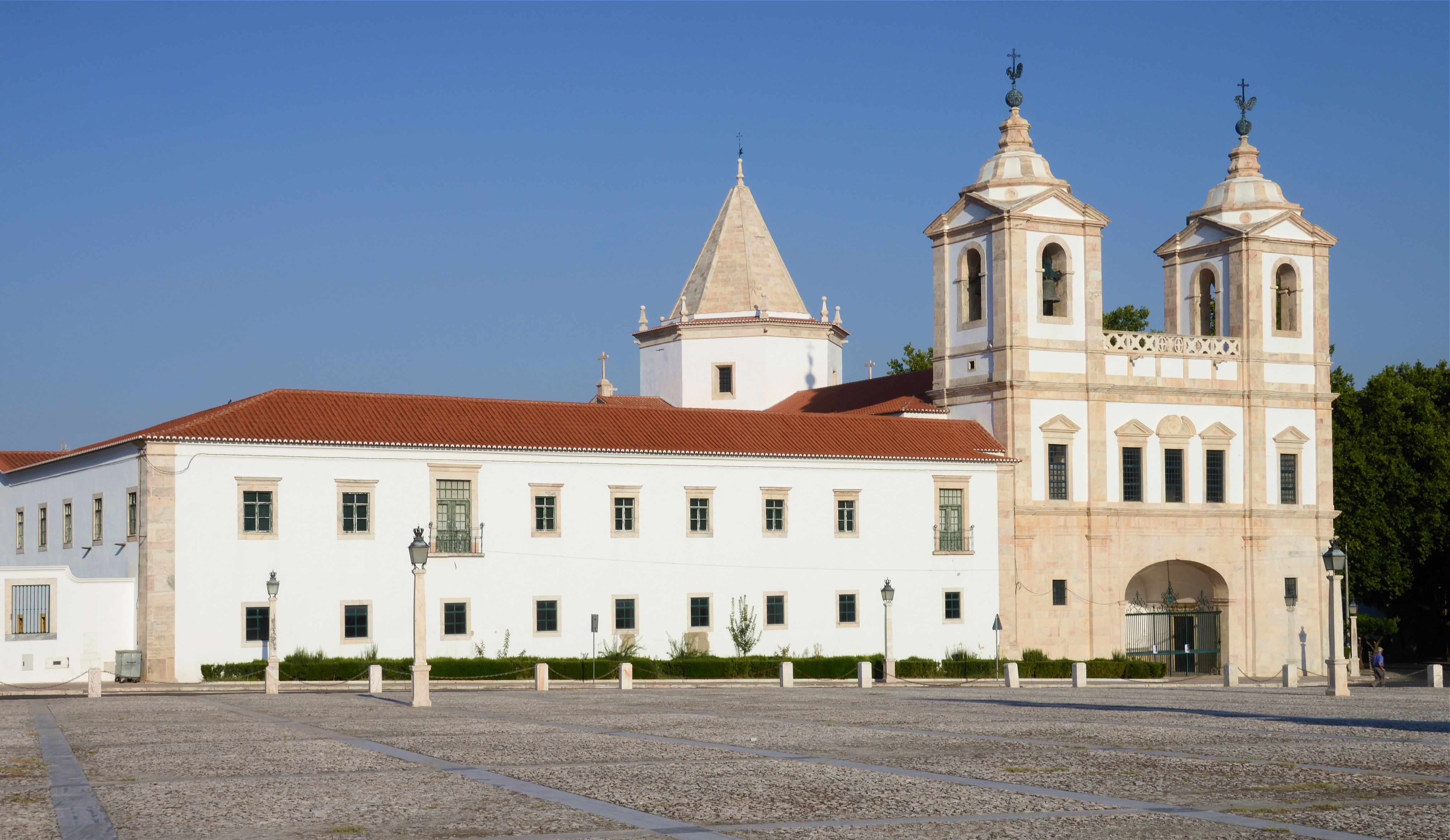
La facciata principale del palazzo

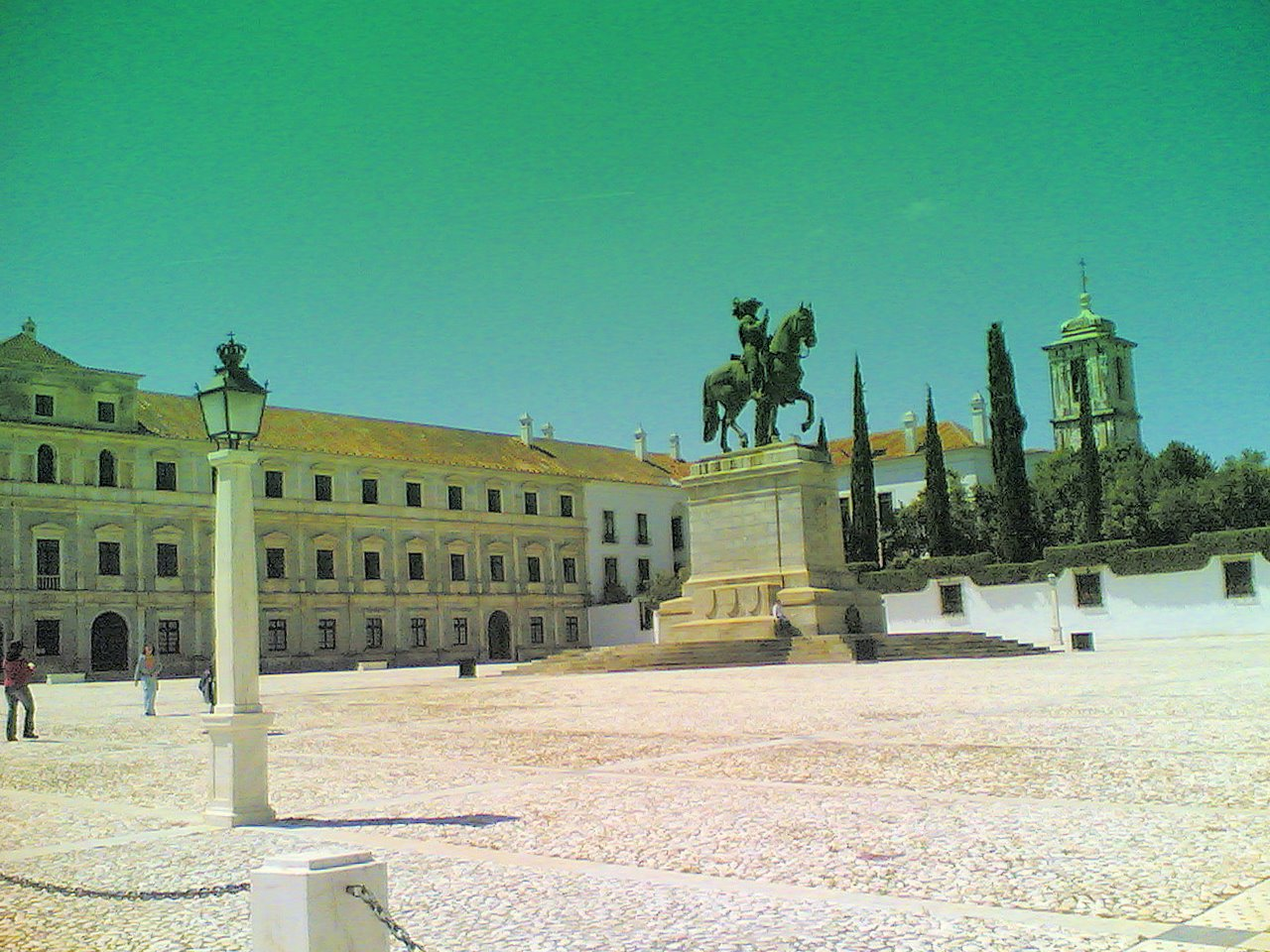
Altra immagine della facciata principale del palazzo

Un'ala del palazzo

Il Palazzo Ducale di Vila Viçosa (in portoghese: Paço Ducal de Vila Viçosa) è uno storico edificio della cittadina portoghese, nell'Alentejo, costruito tra il 1501 e la fine del XIX secolo e, dal punto di vista architettonico, presenta elementi riconducibili allo stile rinascimentale italiano. Fu la residenza dei duchi di Braganza.

## Caratteristiche architettoniche
Il palazzo ha una facciata della lunghezza di 110 metri, a cui si contrappone un'altezza modesta. La facciata è realizzata con pietra della regione e, dal punto di vista architettonico, presenta elementi riconducibili allo stile rinascimentale italiano.
Gli interni ospitano 78 sale (50 delle quali visitabili), abbellite con arazzi di Bruxelles, lampadari veneziani, porcellane cinesi, maioliche italiane, ecc.

## Storia
La realizzazione del palazzo fu voluta nel 1501 da Jaime I, quarto duca di Braganza.
Ulteriori aggiunte furono poi effettuate a partire dal 1640, anno in cui l'ottavo duca di Braganza salì al trono. Quest'ultimo, che aveva appreso di essere diventato re nella cappella del palazzo agli inizi dicembre di quell'anno, trasferì anche molti dei mobili del Palazzo Ducale di Vila Viçosa a Lisbona.
Da quel momento, il palazzo cessò di essere la residenza ufficiale o residenza permanente dei duchi di Braganza.
In seguito, nel 1762, fu aggiunta una nuova ala di appartamenti per volere di João V.
Il palazzo fu quindi rimodernato alla fine del XIX secolo, quando le visiti della famiglia reale tornarono ad essere frequenti.
Numerosi dipinti furono poi lasciati nel Palazzo Ducale di Vila Viçosa dall'ultimo re che vi visse, Dom Carlos. Quest'ultimo "abbandonò" tragicamente l'edificio in una mattina di febbraio del 1908, essendo stato assassinato assieme alla moglie e al figlio nel pomeriggio a Lisbona.
Con l'abolizione della monarchia e l'avvento della repubblica nel 1910, il palazzo fu chiuso al pubblico.
Il Palazzo Ducale di Vila Viçosa riaprì le proprie porte al pubblico negli anni quaranta del XX secolo, quando fu creata, per disposizione testamentaria di Manuel II, la Fundação da Casa de Bragança, al fine di occuparsi della tutela del palazzo.

## Punti d'interesse

### Esterni
I principali giardini del palazzo sono il Jardim da Duquesa e il Jardim do Bosque, visibili dalla finestra della sala da pranzo.

### Interni

#### Sala dei Duchi
Tra le sale principali dell'edificio, vi è la Sala dei Duchi (Sala Dos Duques).
I soffitti di questa sala sono decorati con 18 dipinti raffiguranti i duchi di Braganza, realizzati dal pittore italiano Giovanni Domenico Dupra (1680-1770) su commissione di João V.

#### Cucina
Altra stanza di interesse è la cucina, dove venivano preparati pasti anche per 100 persone.
Nella cucina, si possono ammirare circa 600 pentole in rame, alcune delle quali sono di dimensioni enormi.

#### Biblioteca
La biblioteca del palazzo, ubicata in diverse sale, ospita, tra l'altro, delle opere raccolte durante l'esilio dall'ultimo re del Portogallo Manuel II.

#### Cappella
La cappella del palazzo, realizzata in più fasi, presenta un soffitto e altri elementi del XVI secolo. All'altare laterale sinistro è una tela con l'Apparizione della Vergine a San Domenico dipinta da Agostino Masucci nel 1728 circa.